# 澎湖文石

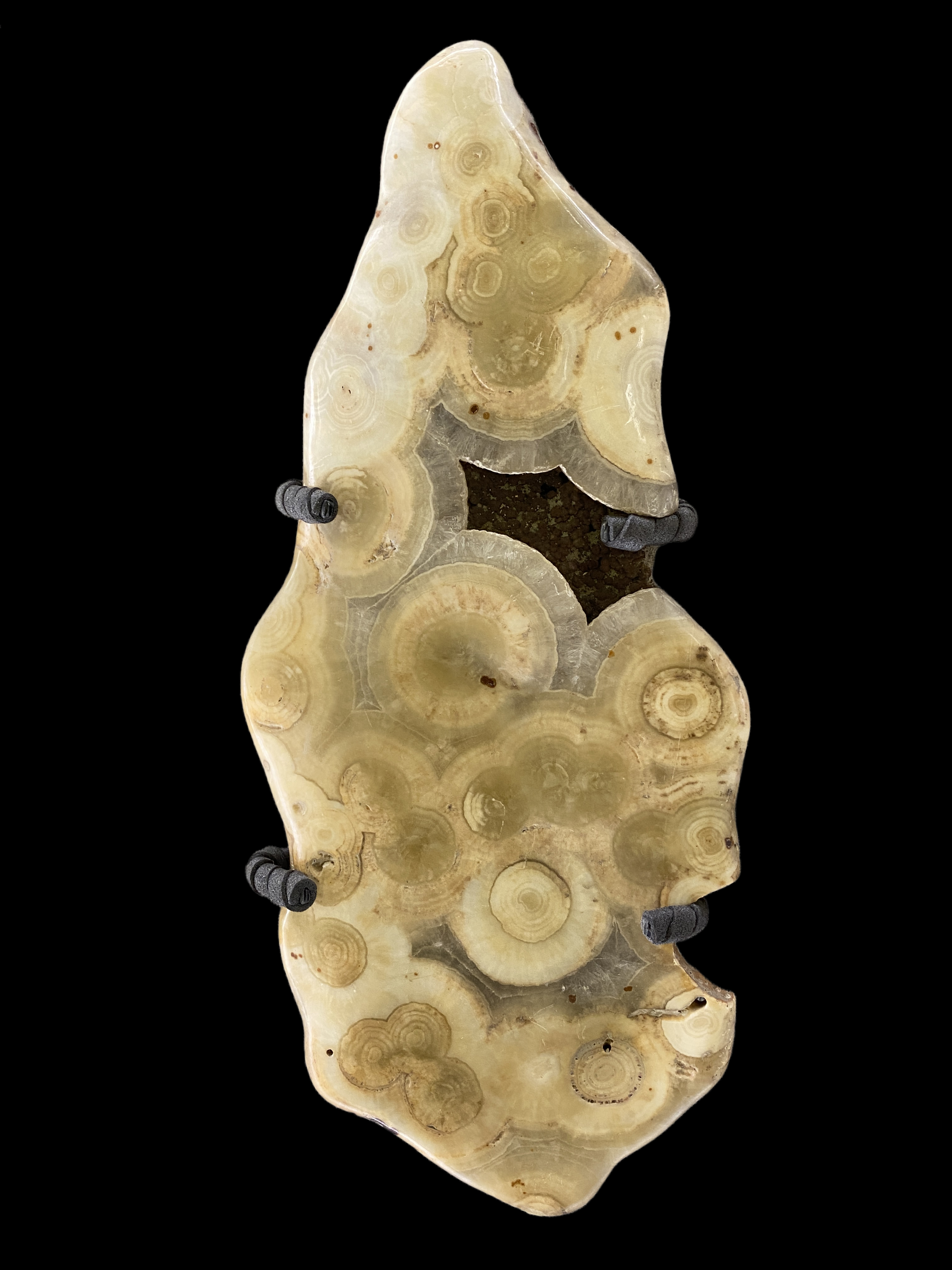
國立臺灣博物館藏品

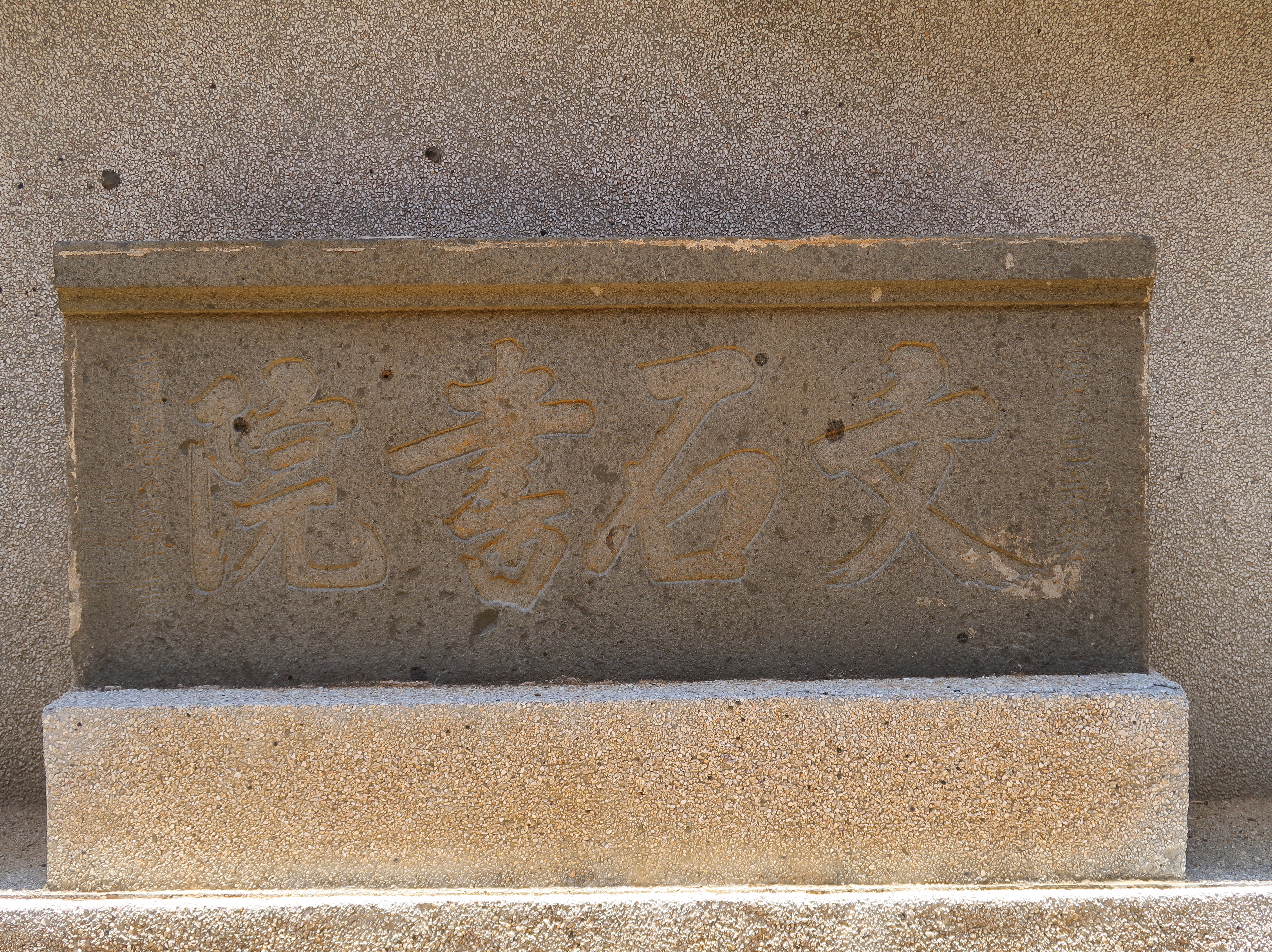
澎湖文石書院牌匾

澎湖文石，是產自澎湖群島玄武岩孔隙中具有同心圓狀花紋的石頭，主要成分為多種次生礦物的集合體，並非單一礦物。

## 歷史
「澎湖文石」名詞是在清乾隆元年（1736年）首次出現，當時通判周于仁於《澎湖志略》文石賦提到：「澎湖產文石，在外塹之麓，掘地劈石得之，經磨礱文出，其文與質不一，其色淡而不濃，淺而不艷」。乾隆三十五年（1770年），通判胡建偉又在《澎湖紀略·土產紀》有云：「文石，產於外塹，小池角二處，石外有璞，剖璞始出，石有五色，錯而成文，以黃者為上，土人以有眼者為貴」。建於乾隆三十二年（1766年）的「文石書院」便是以此為名，胡建偉在《文石書院落成記》中寫道：「文石者澎產也，產於澎而重於世，此石所以為貴也…書院之名，因有取焉」。

## 特質
前臺大林朝棨教授於〈澎湖群島之地質礦產〉一文中提到：「世界上產文石的地方稀少，除本地外僅見於義大利」，澎湖文石具有同心圓狀的花紋、顏色鮮豔與明暗強烈對比。澎湖文石的開採始於20世紀初期；1952-1961年為澎湖文石產業的全盛時期，經過政府單位（如臺灣省礦務局）的輔導，業者在開採、切割、研磨、鑲嵌等技術都相當優異。隨著澎湖文石已知的露頭逐漸挖竭，只有在港灣及道路建設等工程開挖時，才有零星含文石的玄武岩料源出現。

## 科學研究
有關澎湖文石的科學研究報告，最早可追溯至日治時期，1909年日籍礦物學家岡本要八郎於《地質學雜誌》發表〈澎湖島產之文石乃屬霰石〉，提到「文石見於澎湖島的玄武岩之多孔質部分的孔隙當中，顏色多變，有白、透明、淡黃、黃褐色等，呈放射狀組織及半球狀，黑、赤、白、褐色等夾雜物色素組成同心圓之縞瑪瑙狀。充填於玄武岩孔隙中的礦物之生成順序，最早在母岩的孔壁有細粒的黃鐵礦斑點生成，其後為厚層的霰石沉澱，再來為非晶質的石英沉澱，最後有方解石結晶生成」。
根據多位學者研究結果，澎湖文石的成因主要是海水或雨水滲入多孔質的玄武岩，發生沉澱後形成次生礦物，其礦物種類眾多，包含霰石、方解石、玉髓、瑪瑙、蛋白石、石英、鐘乳石、菱鐵礦、褐鐵礦、赤鐵礦、綠泥石、菱錳礦、鐵白雲石、鐵錳雲石等礦物；顏色豐富，有白、紅、黃、褐、綠、藍、紫、黑色等；岩理呈塊狀、薄片狀、葡萄狀、球狀、同心圓狀或彩雲狀。